# William Lutley Sclater
William Lutley Sclater (23 septembrie 1863 – 4 iulie 1944) a fost un zoolog și director de muzeu britanic. El a fost fiul lui Philip Lutley Sclater și a fost numit după bunicul său patern, de asemenea, William Lutley Sclater.
Cunoscut mai ales pentru munca sa cu păsările, Sclater, de asemenea, a descris mai multe noi specii de amfibieni și reptile.

## Linkuri externe
- Schiță crono-biografică: William Lutley Sclater Arhivat în 29 septembrie 2008, la Wayback Machine.
- Iziko South African museum: William Lutley Sclater